# Uzbekistan i olympiska sommarspelen 2008
Uzbekistan i olympiska sommarspelen 2008 bestod av 56 idrottare som blivit uttagna av Uzbekistans olympiska kommitté.

## Medaljörer
| Medalj | Namn             | Sport     | Gren               |
| ------ | ---------------- | --------- | ------------------ |
| 1      | Artur Tajmazov   | Brottning | Herrarnas 120 kg   |
| 2      | Soslan Tigiev    | Brottning | 74 kg fristil      |
| 2      | Abdullo Tangriev | Judo      | Herrarnas +100 kg  |
| 3      | Yekaterina Xilko | Gymnastik | Damernas trampolin |
| 3      | Anton Fokin      | Gymnastik | Herrarnas barr     |
| 3      | Rishod Sobirov   | Judo      | Herrarnas 60 kg    |

## Boxning
- Huvudartikel: Boxning vid olympiska sommarspelen 2008

| Tävlande            | Viktklass     | Sextondelsfinal       | Åttondelsfinal          | Kvartsfinal              | Semifinal            | Final                |                  |
| Tävlande            | Viktklass     | Motståndare Resultat  | Motståndare Resultat    | Motståndare Resultat     | Motståndare Resultat | Motståndare Resultat |                  |
| ------------------- | ------------- | --------------------- | ----------------------- | ------------------------ | -------------------- | -------------------- | ---------------- |
| Rafikjon Sultonov   | Lätt flugvikt | Oubaali (FRA) L 7–8   | Gick inte vidare        | Gick inte vidare         | Gick inte vidare     | Gick inte vidare     |                  |
| Tulashboy Doniyorov | Flugvikt      | Irungu (KEN) W 10–1   | Kumar (IND) L 6–13      | Gick inte vidare         | Gick inte vidare     | Gick inte vidare     |                  |
| Hoorshid Tojibaev   | Bantamvikt    | Rahimov (GER) W 11–2  | Julie (MRI) L 4–16      | Gick inte vidare         | Gick inte vidare     | Gick inte vidare     |                  |
| Bahodirjon Sultonov | Fjädervikt    | Lakra (IND) W 9–5     | Lomatjenko (UKR) L 1–13 | Gick inte vidare         | Gick inte vidare     | Gick inte vidare     |                  |
| Dilshod Mahmudov    | Weltervikt    | Mehdi (MAR) W 11–3    | Chiguer (FRA) W 8–3     | Särsekbajev (KAZ) L 7–12 | Gick inte vidare     | Gick inte vidare     |                  |
| Elshod Rasulov      | Medelvikt     | Raymond (FRA) W 8–2   | Hakobjan (ARM) W RSCI   | Correa (CUB) L 7–9       | Gick inte vidare     | Gick inte vidare     | Gick inte vidare |
| Abbos Atoev         | Lätt tungvikt | Kurbanov (TJK) L 3–11 | Gick inte vidare        | Gick inte vidare         | Gick inte vidare     | Gick inte vidare     |                  |

## Brottning
- Huvudartikel: Brottning vid olympiska sommarspelen 2008

| Tävlande         | Gren                           | Kvalifikation                  | 1/8 Final                       | Kvartsfinal                     | Semifinal                 | Återkval 1            | Återkval 2             | Final                                | Placering |
| Tävlande         | Gren                           | Motståndare Resultat           | Motståndare Resultat            | Motståndare Resultat            | Motståndare Resultat      | Motståndare Resultat  | Motståndare Resultat   | Motståndare Resultat                 | Placering |
| ---------------- | ------------------------------ | ------------------------------ | ------------------------------- | ------------------------------- | ------------------------- | --------------------- | ---------------------- | ------------------------------------ | --------- |
| Dilshod Mansurov | Fristil, bantamvikt            | Mukhtarbekuly (KAZ) W 1–0, 1–0 | Gadzhiev (BLR) W 0–1, 1–0, 1–0  | Matsunaga (JPN) L 1–2, 1–0, 1–2 | Gick till återspelet      | Gick till återspelet  | Akgul (TUR) W 4–0, 4–0 | Bronsmatch Kudukhov (RUS) L 0–1, 0–2 | 5         |
| Soslan Tigijev   | Fristil, weltervikt            |                                | Ștefan (ROU) W 1–0, 1–0         | Bentinidis (GRE) W 1–0, 1–0     | Gaidarov (BLR) W 1–0, 1–0 |                       |                        | Saitiev (RUS) L 1–0, 0–1, 1–3        |           |
| Zaurbek Sokhiev  | Fristil, mellanvikt            | Laliyev (KAZ) W 5–4, 1–0       | Ketoev (RUS) L 1–4, 1–5         | Gick inte vidare                | Gick inte vidare          | Gick inte vidare      | Gick inte vidare       | Gick inte vidare                     | 9         |
| Kurban Kurbanov  | Fristil, tungvikt              | Zilberman (CAN) W 3–1, 1–0     | Kiss (HUN) W 1–1, 3–0, 5–4      | Gazyumov (AZE) L 0–4, 0–6       | Gick inte vidare          | Gick inte vidare      | Gick inte vidare       | Gick inte vidare                     | 7         |
| Artur Tajmazov   | Fristil, supertungvikt         |                                | Isayev (AZE) W 2–0, 4–3         | Rodriguez (CUB) W 3–1, 4–0      | Musuľbes (SVK) W 1–0, 1–0 |                       |                        | Akhmedov (RUS) W 3–0, 1–0            |           |
| Ildar Hafizov    | Grekisk-romersk, bantamvikt    | Mankiev (RUS) L 1–3, 0–3       | Gick till återspelet            | Gick till återspelet            | Gick till återspelet      | Fris (SRB) L 0–4, 1–1 | Gick inte vidare       | Gick inte vidare                     | 10        |
| Dilshod Aripov   | Grekisk-romersk, fjädervikt    | Štefanek (SRB) W 1–1, 3–1      | Tumenbaev (KGZ) L 0–2, 3–0, 1–2 | Gick inte vidare                | Gick inte vidare          | Gick inte vidare      | Gick inte vidare       | Gick inte vidare                     | 11        |
| Davyd Saldadze   | Grekisk-romersk, supertungvikt | Botev (AZE) L 1–2, 2–1, 0–2    | Gick inte vidare                | Gick inte vidare                | Gick inte vidare          | Gick inte vidare      | Gick inte vidare       | Gick inte vidare                     | 14        |

## Cykling
- Huvudartikel: Cykling vid olympiska sommarspelen 2008

### Landsväg
Antal tävlande - 1
Män
| Cyklist        | Gren      | Tid             | Placering |
| -------------- | --------- | --------------- | --------- |
| Sergej Lagutin | Linjelopp | 6:31:08 (+6:19) | 51        |

## Friidrott
- Huvudartikel: Friidrott vid olympiska sommarspelen 2008

| Tävlande               | Tävling                  | Heat          | Heat    | Kvartsfinal      | Kvartsfinal      | Semifinal        | Semifinal        | Final            | Ranking |
| Tävlande               | Tävling                  | Result        | Ranking | Result           | Ranking          | Result           | Ranking          | Result           | Ranking |
| ---------------------- | ------------------------ | ------------- | ------- | ---------------- | ---------------- | ---------------- | ---------------- | ---------------- | ------- |
| Oleg Juravljov         | 200 m herrar             | 22.31         | 8       | Gick inte vidare | Gick inte vidare | Gick inte vidare | Gick inte vidare | Gick inte vidare | 60      |
| Oleg Juravljov         | 800 m herrar             | Startade inte | —       | Gick inte vidare | Gick inte vidare | Gick inte vidare | Gick inte vidare | Gick inte vidare | —       |
| Oleg Normatov          | 110 meter häck           | 14.00         | 6       | Gick inte vidare | Gick inte vidare | Gick inte vidare | Gick inte vidare | Gick inte vidare | 38      |
| Guzel Khubbieva        | 100 m damer              | 11.44         | 3 Q     | 11.49            | 7                | Gick inte vidare | Gick inte vidare | Gick inte vidare | 26      |
| Guzel Khubbieva        | 200 meter damer          | 23.44         | 6 q     | Startade inte    | —                | Gick inte vidare | Gick inte vidare | Gick inte vidare | —       |
| Leonid Andrejev        | Stavhopp herrar          | 5.65          | 2 q     |                  |                  |                  |                  | NM               | —       |
| Bobur Sjokirjonov      | Spjutkastning för herrar | 69.54         | 18      |                  |                  |                  |                  | Gick inte vidare | 33      |
| Nadija Dusanova        | Höjdhopp för damer       | 1.85          | 13      |                  |                  |                  |                  | Gick inte vidare | 26      |
| Svetlana Radzivil      | Höjdhopp för damer       | 1.89          | 8       |                  |                  |                  |                  | Gick inte vidare | 18      |
| Anastasija Juravleva   | Tresteg för damer        | 13.36         | 14      |                  |                  |                  |                  | Gick inte vidare | 29      |
| Anastasija Svetjnikova | Spjutkastning för damer  | 55.31         | 18      |                  |                  |                  |                  | Gick inte vidare | 36      |

Tiokamp
| Tävling       | Pavel Andrejev | Pavel Andrejev | Pavel Andrejev | Vitalij Smirnov | Vitalij Smirnov | Vitalij Smirnov |
| Tävling       | Result         | Poäng          | Ranking        | Result          | Poäng           | Ranking         |
| ------------- | -------------- | -------------- | -------------- | --------------- | --------------- | --------------- |
| 100 m         | 11.47          | 759            | 36             | 11.56           | 740             | 37              |
| Längdhopp     | 6.62           | 725            | 34             | NM              | 0               | —               |
| Kulstötning   | 14.15          | 738            | 20             | 13.51           | 698             | 29              |
| Höjdhopp      | 1.99           | 794            | 11             | Startade inte   | —               | —               |
| 400 m         | Avbröt         | 0              | —              | —               | —               | —               |
| 110 m häck    | Startade inte  | —              | —              | —               | —               | —               |
| Diskus        | —              | —              | —              | —               | —               | —               |
| Stavhopp      | —              | —              | —              | —               | —               | —               |
| Spjutkastning | —              | —              | —              | —               | —               | —               |
| 1500 m        | —              | —              | —              | —               | —               | —               |
| Totalt        |                | —              | Avbröt         |                 | —               | Avbröt          |

Sjukamp
| Tävling       | Julija Tarasova | Julija Tarasova | Julija Tarasova |
| Tävling       | Resultat        | Poäng           | Ranking         |
| ------------- | --------------- | --------------- | --------------- |
| 100 m häck    | 14.03           | 974             | 30              |
| Höjdhopp      | 1.71            | 867             | 27              |
| Kulstötning   | 12.60           | 701             | 30              |
| 200 m         | 24.36           | 946             | 13              |
| Längdhopp     | 5.92            | 946             | 28              |
| Spjutkastning | 43.31           | 731             | 18              |
| 800 m         | 2:26.19         | 741             | 33              |
| Totalt        |                 | 5785            | 27 26           |

## Gymnastik
- Huvudartikel: Gymnastik vid olympiska sommarspelen 2008

### Artistisk
Herrar
| Tävlande    | Tävling  | Grenar     | Grenar    | Grenar | Grenar | Grenar | Grenar | Kvalificering | Kvalificering | Final  | Final   |
| Tävlande    | Tävling  | Fristående | Bygelhäst | Ringar | Hopp   | Barr   | Räck   | Totalt        | Ranking       | Totalt | Ranking |
| ----------- | -------- | ---------- | --------- | ------ | ------ | ------ | ------ | ------------- | ------------- | ------ | ------- |
| Anton Fokin | Mångkamp | 14.325     | 14.725    | 14.825 | 15.625 | 16.150 | 13.625 | 89.275        | 20 Q          | 89.750 | 16      |
| Anton Fokin | Barr     |            |           |        |        | 16.200 |        | 16.150        | 3 Q           | 16.200 |         |

Kvinnor
| Tävlande        | Tävling  | Grenar     | Grenar | Grenar | Grenar | Grenar | Grenar | Kvalificering    | Kvalificering    | Final | Final |
| --------------- | -------- | ---------- | ------ | ------ | ------ | ------ | ------ | ---------------- | ---------------- | ----- | ----- |
| Tävlande        | Tävling  | Fristående | Hopp   | Barr   | Bom    | Total  | Rank   | Total            | Rank             |       |       |
| Luiza Galiulina | Mångkamp | 13.300     | 12.225 | 14.175 | 12.375 | 52.075 | 59     | Gick inte vidare | Gick inte vidare |       |       |

### Trampolin
| Tävlande          | Gren         | Heat  | Heat    | Final | Final   |
| Tävlande          | Gren         | Poäng | Ranking | Poäng | Ranking |
| ----------------- | ------------ | ----- | ------- | ----- | ------- |
| Jekaterina Chilko | Individuellt | 63.90 | 8 Q     | 36.90 |         |

## Judo
- Huvudartikel: Judo vid olympiska sommarspelen 2008

| Tävlande         | Viktklass                  | Sextondelsfinal            | Åttondelsfinal                | Kvartsfinal                 | Semifinal                  | Återkval 1                 | Återkval kvartsfinal          | Återkval Semifinal        | Final                               | Ranking |
| Tävlande         | Viktklass                  | Motståndare Result         | Motståndare Result            | Motståndare Result          | Motståndare Result         | Motståndare Result         | Motståndare Result            | Motståndare Result        | Motståndare Result                  | Ranking |
| ---------------- | -------------------------- | -------------------------- | ----------------------------- | --------------------------- | -------------------------- | -------------------------- | ----------------------------- | ------------------------- | ----------------------------------- | ------- |
| Risjod Sobirov   | Superlättvikt (till 60 kg) | Rebahi (ALG) W 1001–0000   | Petrikov (CZE) W 0001–0000    | Houkes (NED) L 0000–1001    | Avancerade till återkval 2 | Avancerade till återkval 2 | Akhondzadeh (IRI) W 0010–0001 | Will (CAN) W 0011–0000    | Bronsfinal Dragin (FRA) W 0001–0000 |         |
| Mirali Sjaripov  | Lättvikt (till 66 kg)      | Penas (ESP) W 1001–0000    | Benamadi (ALG) W 1001–0000    | Uchishiba (JPN) L 0010–0201 | Avancerade till återkval 2 | Avancerade till återkval 2 | Miresmaeili (IRI) W 0010–0001 | El Hady (EGY) W 0010–0001 | Bronsfinal Pak (PRK) W 0010–0001    | 4       |
| Sjokir Muminov   | Weltervikt (till 73 kg)    | Ježek (CZE) W 1001–0001    | Wang (KOR) L 0000–1100        | Avancerade till återkval 1  | Avancerade till återkval 1 | Ibragimov(KOR) W 1010–0001 | Guilheiro (BRA) L 0000–1000   | Avancerade inte           | Avancerade inte                     |         |
| Chursjid Nabiev  | Lättungvikt (till 90 kg)   | Gordon (GBR) W 1001–0020   | Mamadov (AZE) L 0010–0110     | Avancerade inte             | Avancerade inte            | Avancerade inte            | Avancerade inte               | Avancerade inte           | Avancerade inte                     |         |
| Utkir Kurbanov   | Tungvikt (till 100 kg)     | Brata (ROU) L 0001–1000    | Avancerade inte               | Avancerade inte             | Avancerade inte            | Avancerade inte            | Avancerade inte               | Avancerade inte           | Avancerade inte                     |         |
| Abdullo Tangriev | Tungvikt (till 100 kg)     | Tölzer (GER) W 0211–0000   | Wojnarowicz (POL) W 0010–0000 | Riner (FRA) W 0001–0000     | Braison (CUB) W 1010–0011  |                            |                               |                           | Ishii (JPN) L 0000–0010             |         |
| Zinura Djuraeva  | Lättvikt (till 52 kg)      | Tarangul (GER) L 0000–1101 | Avancerade inte               | Avancerade inte             | Avancerade inte            | Avancerade inte            | Avancerade inte               | Avancerade inte           | Avancerade inte                     |         |
| Marija Sjekerova | Tungvikt (till 78 kg)      | Mondière (FRA) W 0001–0000 | Avancerade inte               | Avancerade inte             | Avancerade inte            | Avancerade inte            | Avancerade inte               | Avancerade inte           | Avancerade inte                     |         |

## Kanotsport
- Huvudartikel: Kanotsport vid olympiska sommarspelen 2008

| Tävlande     | gren               | Heats    | Heats   | Semifinal | Semifinal | Final           | Final           |
| Tävlande     | gren               | Tid      | Ranking | Tid       | Ranking   | Tid             | Ranking         |
| ------------ | ------------------ | -------- | ------- | --------- | --------- | --------------- | --------------- |
| Vadim Menkov | K-1 500 m herrar   | 1:52.793 | 4 QS    | 1:55.610  | 6         | Avancerade inte | Avancerade inte |
| Vadim Menkov | K-1 1 000 m herrar | 3:56.793 | 1 QF    | Hi        | Hi        | 3:54.237        | 4               |

Beskrivning: QS = Kvalificerad till semifinal; QF = Kvalificerad till final

## Rodd
- Huvudartikel: Rodd vid olympiska sommarspelen 2008

| Tävlande          | Gren                 | Heat    | Heat    | Kvartsfinal | Kvartsfinal | Semifinal             | Semifinal | Final           | Final   |
| Tävlande          | Gren                 | Tid     | Ranking | Tid         | Ranking     | Tid                   | Ranking   | Tid             | Ranking |
| ----------------- | -------------------- | ------- | ------- | ----------- | ----------- | --------------------- | --------- | --------------- | ------- |
| Ruslan Naurzaliev | Singelsculler herrar | 7:58.43 | 5 S E/F |             |             | Semifinal E/F 7:35.12 | 3 FE      | Final E 7:09.98 | 26      |

## Simning
- Huvudartikel: Simning vid olympiska sommarspelen 2008

| Tävlande        | gren           | Heat    | Heat    | Semifinal       | Semifinal       | Final           | Final           | Ranking         |
| Tävlande        | gren           | Tid     | Ranking | Tid             | Ranking         | Tid             | Ranking         | Ranking         |
| --------------- | -------------- | ------- | ------- | --------------- | --------------- | --------------- | --------------- | --------------- |
| Danil Bugakov   | 100 m ryggsim  | 56.59   | 39      | Avancerade inte | Avancerade inte | Avancerade inte | Avancerade inte | Avancerade inte |
| Danil Bugakov   | 200 m medley   | 2:10.04 | 46      | Avancerade inte | Avancerade inte | Avancerade inte | Avancerade inte | Avancerade inte |
| Marija Bugakova | 50 m frisim    | 29.73   | 68      | Avancerade inte | Avancerade inte | Avancerade inte | Avancerade inte | Avancerade inte |
| Ivan Demjanenko | 100 m bröstsim | 1:05.14 | 56      | Avancerade inte | Avancerade inte | Avancerade inte | Avancerade inte | Avancerade inte |
| Ibrahim Nazarov | 200 m frisim   | 1:56.27 | 53      | Avancerade inte | Avancerade inte | Avancerade inte | Avancerade inte | Avancerade inte |
| Sergej Pankov   | 200 m ryggsim  | 2:03.51 | 38      | Avancerade inte | Avancerade inte | Avancerade inte | Avancerade inte | Avancerade inte |
| Petr Romashkin  | 100 m frisim   | 51.83   | 55      | Avancerade inte | Avancerade inte | Avancerade inte | Avancerade inte | Avancerade inte |
| Irina Sjlemova  | 100 m frisim   | 58.77   | 46      | Avancerade inte | Avancerade inte | Avancerade inte | Avancerade inte | Avancerade inte |

## Skytte
- Huvudartikel: Skytte vid olympiska sommarspelen 2008

| Tävlande          | Gren                         | Kvalificering | Kvalificering | Final           | Final           | Ranking |
| Tävlande          | Gren                         | Poäng         | Ranking       | Poäng           | Ranking         | Ranking |
| ----------------- | ---------------------------- | ------------- | ------------- | --------------- | --------------- | ------- |
| Dilsjod Muchtarov | 10m Luftpistol Herrar        | 580           | 15            | Avancerade inte | Avancerade inte | 15      |
| Dilsjod Muchtarov | 50m Pistol Herrar            | 549           | 31            | Avancerade inte | Avancerade inte | 31      |
| Elena Kuznetsova  | 10m Luftgevär Damer          | 392           | 32            | Avancerade inte | Avancerade inte | 32      |
| Elena Kuznetsova  | 50m Gevär 3 Positioner Damer | 573           | 30            | Avancerade inte | Avancerade inte | 30      |

## Taekwondo
- Huvudartikel: Taekwondo vid olympiska sommarspelen 2008

| Tävlande          | Viktklass    | Sextondelsfinal      | Kvartsfinal        | Semifinal                 | Återkval Semifinal   | Final                               |
| Tävlande          | Viktklass    | Motståndare Result   | Motståndare Result | Motståndare Result        | Motståndare Result   | Motståndare Result                  |
| ----------------- | ------------ | -------------------- | ------------------ | ------------------------- | -------------------- | ----------------------------------- |
| Dmitrij Kim       | Herrar 68kg  | Houkes (LBA) W DSQ   | Sung (TPE) L 2–3   | Avancerade inte           | Avancerade inte      | Avancerade inte                     |
| Akmal Lrgasjev    | Herrar +80kg | Garcia (ESP) W 11–10 | Cha (KOR) W        | Gick vidare till återkval | Moitland (CRC) W 6–5 | Bronsfinal Chukwumerije (NIG) L 3–4 |
| Evgenija Karimova | Damer +67 kg | Che (MAS) L 4–5      | Avancerade inte    | Avancerade inte           | Avancerade inte      | Avancerade inte                     |

## Tennis
- Huvudartikel: Tennis vid olympiska sommarspelen 2008

| Tävlande           | Gren               | Första omgången             | Andra omgången    | Tredje omgången   | Kvartsfinal       | Semifinal         | Final             | Final           |
| Tävlande           | Gren               | Motståndare Poäng           | Motståndare Poäng | Motståndare Poäng | Motståndare Poäng | Motståndare Poäng | Motståndare Poäng | Rank            |
| ------------------ | ------------------ | --------------------------- | ----------------- | ----------------- | ----------------- | ----------------- | ----------------- | --------------- |
| Akgul Amanmuradova | Damsingel i tennis | F Schiavone (ESP) L 4–6 2–6 | Avancerade inte   | Avancerade inte   | Avancerade inte   | Avancerade inte   | Avancerade inte   | Avancerade inte |

## Tyngdlyftning
- Huvudartikel: Tyngdlyftning vid olympiska sommarspelen 2008

| Tävlande            | Gren        | Ryck     | Ryck    | Stöt     | Stöt    | Totalt | Ranking |
| Tävlande            | Gren        | Resultat | Ranking | Resultat | Ranking | Totalt | Ranking |
| ------------------- | ----------- | -------- | ------- | -------- | ------- | ------ | ------- |
| Sherzodjon Jusupov  | Herrar 77kg | 144      | 18      | 178      | 16      | 322    | 16      |
| Mansurbek Chasjemov | Herrar 85kg | 165      | 9       | 202      | 7       | 367    | 7       |